# Nicholas Pettas
Nicholas Pettas (ur. 23 stycznia 1973 w Atenach) – duński karateka stylu kyokushin i kickbokser formuły K-1.

## Dzieciństwo
Nicholas Pettas urodził się w Grecji jako owoc związku duńskiej tłumaczki i Amerykanina greckiego pochodzenia. Do trzeciego roku życia mieszkał na wyspie Mykonos, lecz gdy zmarł jego ojciec wyjechał z matką do Danii. Karate zaczął uprawiać w wieku 14 lat, po tym jak został pobity w ulicznej bójce.

## Kariera sportowa

### Karate kyokushin
Gdy ukończył 18 lat wyjechał do Japonii, aby uczestniczyć w kierowanym przez Masutatsu Ōyamę rygorystycznym, 3-letnim programie kształcenia młodych adeptów kyokushin (Uchi Deshi). Został kolejnym karateką spoza Japonii, któremu udało się go ukończyć.
W 1995 roku w wieku 22 lat został mistrzem Europy w kyokushin oraz zajął piąte miejsce w 6. Otwartych Mistrzostwach Świata (w ćwierćfinale uległ Francisco Filho). Dwa lata później zajął trzecie miejsce w wadze ciężkiej podczas mistrzostw świata w kategoriach wagowych (w półfinale przegrał z Glaube Feitosą). W 1999 roku ponownie zajął piątą lokatę w 7. Otwartych Mistrzostwach Świata, po czym przeszedł do K-1.

### K-1
W K-1 zadebiutował 18 lipca 1999 roku w przegranej walce przeciwko Stefanowi Leko. W 2001 roku osiągnął swój największy kickbokserski sukces wygrywając K-1 Japan Grand Prix (w finale pokonał Musashiego). Turniej ten był poświęcony pamięci Andy’ego Huga, po którym zresztą Pettas odziedziczył swój przydomek "Samuraja o Błękitnych Oczach". Dzięki temu zwycięstwu wystąpił w Finale World GP 2001. Odpadł jednak już w pierwszej walce, gdy znokautował go ciosem kolanem Aleksiej Ignaszow. Rok później stoczył niefortunną walkę przeciwko innemu Białorusinowi Siergiejowi Gurowi. Pettas w drugiej rundzie pojedynku wykonał niskie kopnięcie, które Gur zablokował kolanem. W efekcie Duńczyk doznał skomplikowanego złamania kości piszczelowej, które wyeliminowało go na długi okres z K-1.
Na ring powrócił w grudniu 2006 roku, lecz już w pierwszej walce (przeciwko Badrowi Hari) złamał rękę. Po półrocznej przerwie wystąpił w konfrontacji z Peterem Aertsem i został przez niego znokautowany kopnięciem okrężnym w głowę. Passę niepowodzeń przerwał w noc sylwestrową 2007 roku, gdy na gali Dynamite!! znokautował wyższego od siebie o blisko 40 cm Koreańczyka Young Hyun Kima.

## Życie prywatne
Nicholas Pettas posiada podwójne obywatelstwo: duńskie i amerykańskie. Mieszka na stałe w Tokio i biegle włada językiem japońskim. Jest żonaty z Japonką. Prowadzi własne dojo Team Spirit, gdzie naucza karate kyokushin.

## Osiągnięcia
Kickboxing:
- 2001 Mistrz K-1 Japan Grand Prix

Kyokushin:
- 1999 Shin Karate World Championships - 1. miejsce
- 1999 7. Otwarte Mistrzostwa Świata (IKO1) – 5. miejsce
- 1997 1. Mistrzostwa Świata w Kategoriach Wagowych (IKO-1) – 3. miejsce w wadze ciężkiej
- 1995 6. Otwarte Mistrzostwa Świata (IKO1) – 5. miejsce
- 1995 Mistrz Europy Kyokushin w wadze ciężkiej